# André Glucksmann
André Glucksmann (født 19. juni 1937 i Boulogne-Billancourt - død 10. november 2015 i Paris) var en fransk filosof og essayist samt et af de ledende medlemmer af den intellektuelle kreds, De nye filosoffer. Han var militant maoist i sin ungdom, men udviklede sig gradvist gennem årene fra at være kommunist til at ende op som atlantiker og antikommunist. Pave Benedikt 16. tildelte ham "The Oświęcim Award for Human Rights of John Paul II".
André Glucksmann blev født i Boulogne-Billancourt som søn af ashkenazi-jødiske forældre fra Østrig-Ungarn. Hans far var fra Tjernivtsi i det nordlige Bukovina, som senere blev en del af Rumænien (nu Ukraine), og hans mor var fra Prag, som senere blev hovedstad i Tjekkiet.

## Ideologi og karriere
Han udgav sin første bog i 1968, Le Discours de la Guerre, mens han var assistent for Raymond Aron ved Sorbonne og deltog i begivenhederne i maj 1968, samtidig med at han var skribent på studenteravisen Action. Som militant maoist var han trofast tilhænger af den kinesiske kulturrevolution og havde ofte sammenstød med medlemmer af Det franske kommunistparti (også fysisk) på den yderste venstrefløj, som han kaldte for "revisionister". I 1972 klassificerede han Frankrig som værende et "fascistisk diktatur" i en artikel offentliggjort i tidsskriftet Les Temps Modernes og foreslog at sætte hele Europa i brand fra Lissabon til Moskva.
Hans første bog, Le Discours de la Guerre, blev udgivet i 1968. I 1975 udgav han La Cuisinière et le Mangeur d'Hommes - réflexions sur l'État, le marxisme et les camps de concentration, hvori han erklærede, at marxismen uundgåeligt førte til totalitarisme, og sammenlignede nazismens og stalinismens forbrydelser. I sin næste bog, Les Maîtres penseurs, der blev udgivet i 1977, søgte han at vise den intellektuelle retfærdiggørelse af totalitarisme, en analyse med idéer hentet fra de tyske filosoffer Fichte, Hegel, Marx og Nietzsche. Begge bøger blev en stor succes.
André Glucksmann gennemgik derefter en bemærkelsesværdig politisk transformation, som fik ham til at bryde med marxismen og tilslutte sig de såkaldte nye filosoffers retning, hvilket efterfølgende gjorde ham til en markant kritiker af det sovjetiske regime. Ved afslutningen af Vietnamkrigen, efter tilbagetrækningen af amerikanske tropper og de nordvietnamesiske styrkers erobring af Saigon, iværksatte André Glucksmann, Jean-Paul Sartre og Raymond Aron en redningsaktion i januar 1979 kaldet "Un bateau pour le Vietnam" på vegne af Vietnams "bådflygtninge", dvs. civile der flygtede fra Vietnam i interimistiske både. Billedet af de tre filosoffer, der blev taget på trappen til Élyséepalæet, blev efterfølgende berømt.

## Konvertering til atlantisme
I 1985 indskrev André Glucksmann, Jean-François Revel og Bernard-Henri Lévy deres signatur på en underskriftsindsamling, der opfordrede Ronald Reagan til at fortsætte med at støtte kontraerne i Nicaragua. I løbet af 1980'erne udgav Glucksmann andre værker og dækkede i 1989 Berlinmurens fald for den franske presse. I 1995 støttede han genoptagelsen af atomprøvesprængningerne foretaget af Jacques Chirac, og i lighed med Bernard-Henri Lévy støttede han i 1999 NATOs bombardement af Jugoslavien og andetsteds tjetjenernes uafhængighedssag i Anden Tjetjenske Krig mod Rusland.

## Støtte til Nicolas Sarkozy
Ved det franske præsidentvalg i 2007 gav Glucksmann kandidaten Nicolas Sarkozy sin støtte og udfordrede venstrefløjen, som han ganske vist karakteriserede som "moralsk ufejlbarlig", men som han også mente har givet afkald på ideernes kamp og den internationale solidaritet. Han kritiserede desuden det venskabelige forhold mellem Sarkozy og Vladimir Putin.

## Glucksmanns syn på Majrevolten 1968
Ifølge André Glucksmann, er den traditionelle opfattelse af begivenhederne i Majrevolten 1968 som værende en venstreorienteret kultur- og hverdagsrevolution samt en antiautoritær bevægelse,- præget af klare begrænsninger, dels grundet fordomme og dels på grund af venstrefløjspartiernes ændrede genfortællinger af begivenheden - især udført af det franske socialistparti. Han har karakteriseret begivenhederne i maj 1968 som en revolution, der finder sted på en cyklisk måde, cirka hvert 25. år, og opfattelsen af selve begivenheden er vanskelig, fordi den studeres som et politisk holdningsobjekt - ikke som en historisk kendsgerning. Ifølge Glucksmann var maj 1968 en anti-totalitær revolution, en form for oprør, der blev født i 1956 med Opstanden i Ungarn, støttet af store dele af den franske venstrefløj på det tidspunkt. I avisen Le Figaro erindrer Glucksmann én af sine kollegers modstand mod det autoritære sovjetiske system og dets tilhængere: "Kan du huske, da Daniel Cohn-Bendit i 1968 satte spørgsmålstegn ved de 'stalinistiske slyngler', lederne af den spanske fagforening CGT og Louis Aragon, som han kritiserede: hvad gjorde du under deportationerne og hungersnøden i Sovjetunionen i 1930'erne? Du har blod i dit hvide hår." 

## Kritik fra venstrefløjen
I en avisartikel sår redaktøren Jean-Marie Laclavetine tvivl om Glucksmanns troværdighed ved at sammenligne hans "reviderede" politiske engagement med hans tidligere maoistiske holdninger.
I sin bog Lettre ouverte à ceux qui sont passés du col Mao au Rotary ("Open letter to those who went from Mao to the Rotary Club" tager den franske forfatter Guy Hocquenghem (1946-1988) fat i André Glucksmann og andre af De nye filosoffer ideologiske transformationer gennem årene. Fra maj 1968 til maj 1986 granskede Guy Hocquenghem det han kalder de "angrende" socialisters og venstreorienteredes karrierer og (citat) "forræderier" under Mitterrand-æraen. Ifølge forfatteren var Glucksmann en del af denne gruppe af "overløbere". André Glucksmann nævnes til sidst som medlem af Project for the New American Century og var i 2004 blandt underskriverne (sammen med politikere som Massimo D'Alema og Joe Biden) af et åbent brev fremsat af en neokonservativ "tænketank" til stats- og regeringscheferne i Den Europæiske Union og NATO. Glucksmann er ligeledes medlem af Cercle de l'Oratoire ("Oratoriekredsen"), en anden neokonservativ tænketank.
Den 6. januar 2009 under Gazakrigen i 00'erne offentliggjorde avisen Le Monde en kronik med titlen " Une riposte excessive" ("En overdreven reaktion"), hvori André Glucksmann forsvarede legitimiteten af de israelske væbnede styrkers intervention i Gazastriben og stillede i den forbindelse et retorisk spørgsmål: "Hvad vil være en rimelig indgriben, der bør respekteres, så Israel fortjent får positiv feedback? (...) Ville det være belejligt for Israel at vente tålmodigt, indtil Hamas, takket være Iran og Syrien, får "balance" i sin krigsstyrke? (...) Ønsker vi virkelig implicit, at Israel skal "hengive sig til" Hamas' udryddelsesønsker?" Og han svarer selv: "Det er ikke ubalanceret at ville overleve."

## Død
Glucksmann døde af kræft i Paris den 10. november 2015 i en alder af 78.

## Film
- Sauve qui pense - Rette sich wer denkt - med et portræt af André Glucksmann. França/Alemanha, 1998. Film produceret af ZDF/Arte, instrueret af Christoph Weinert.[17]